# Janno Trump

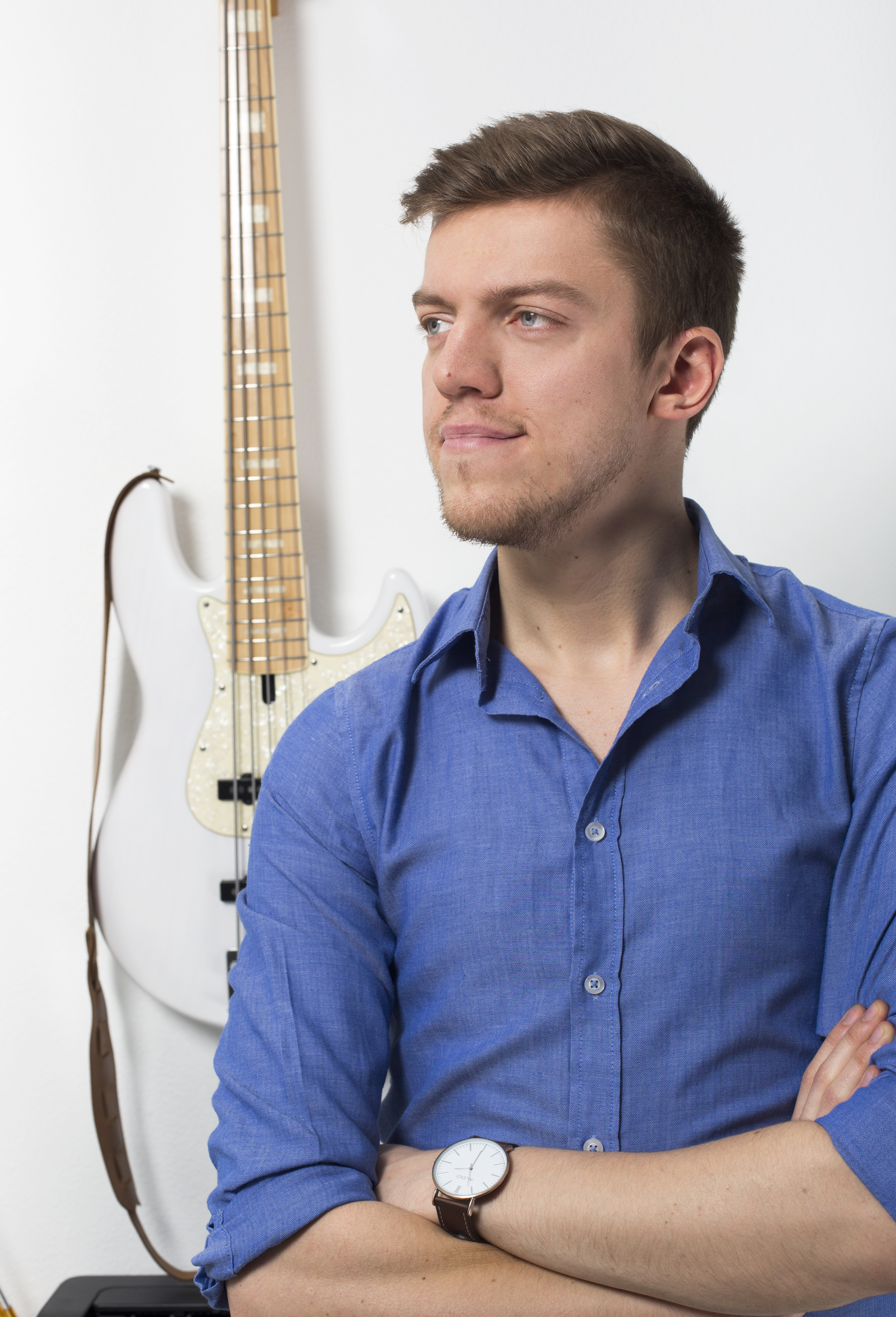
Janno Trump (2017)

Janno Trump (* 10. November 1990 in Tallinn) ist ein estnischer Jazzmusiker (Bass, Komposition).

## Leben und Wirken
Trump wuchs in einer Musikerfamilie auf und beschäftigte sich bereits als kleines Kind mit Musik und dem Spielen von Instrumenten. Zunächst erlernte er das Akkordeon. Er absolvierte die Georg Ots Tallinn Musikschule und die Estnische Musik- und Theaterakademie und setzte später seine Studien am Conservatorium van Amsterdam fort. 
Trump ist vor allem als Jazzmusiker tätig; als Bassist arbeitete er mit Karl-Erik Taukar, Liis Lemsalu, Rolf Roosalu, Sofia Rubina Band, dem Kalle Pilli Quintet, Nele-Liis Vaiksoo, dem Marianne Leibur Trio, Maarja Aarma MA, Late's 5, The Swingin' Sisters. Mit dem Allan Järve Kvartett trat er 2022 auch in Deutschland auf. Daneben hat er aber auch mit einer Vielzahl von Pop- und Rockmusikern gespielt und Aufnahmen gemacht.
Trump leitete sein Tentett JT Conception, mit dem er die Alben One (2016) and Wait for It (2017) veröffentlichte, für die er auch komponierte; mit seinem Clarity Ensemble entstand das Album Up North (2022). Mit seinem New Clarity Ensemble, bei dem er sein Trio mit einem Streichquartett kombinierte, stellte er sich 2022 bei JazzBaltica vor. Mit seinen eigenen Bands ist er auch beim  Klaipeda Jazz Festival und beim Riga World Jazz Festival aufgetreten. Er hat Musik für unterschiedlich große Jazz-Ensembles, aber auch für Bigbands geschrieben. 
Weiterhin ist er als Programmchef des Jazzclubs Philly Joe's Tallinn tätig.

## Preise und Auszeichnungen
2017 erhielt Trump den Young Jazz Talent Award. 2019 wurde seine Band JT Conception als „Jazz-Ensemble des Jahres“ nominiert.